# Gwiazda międzygalaktyczna

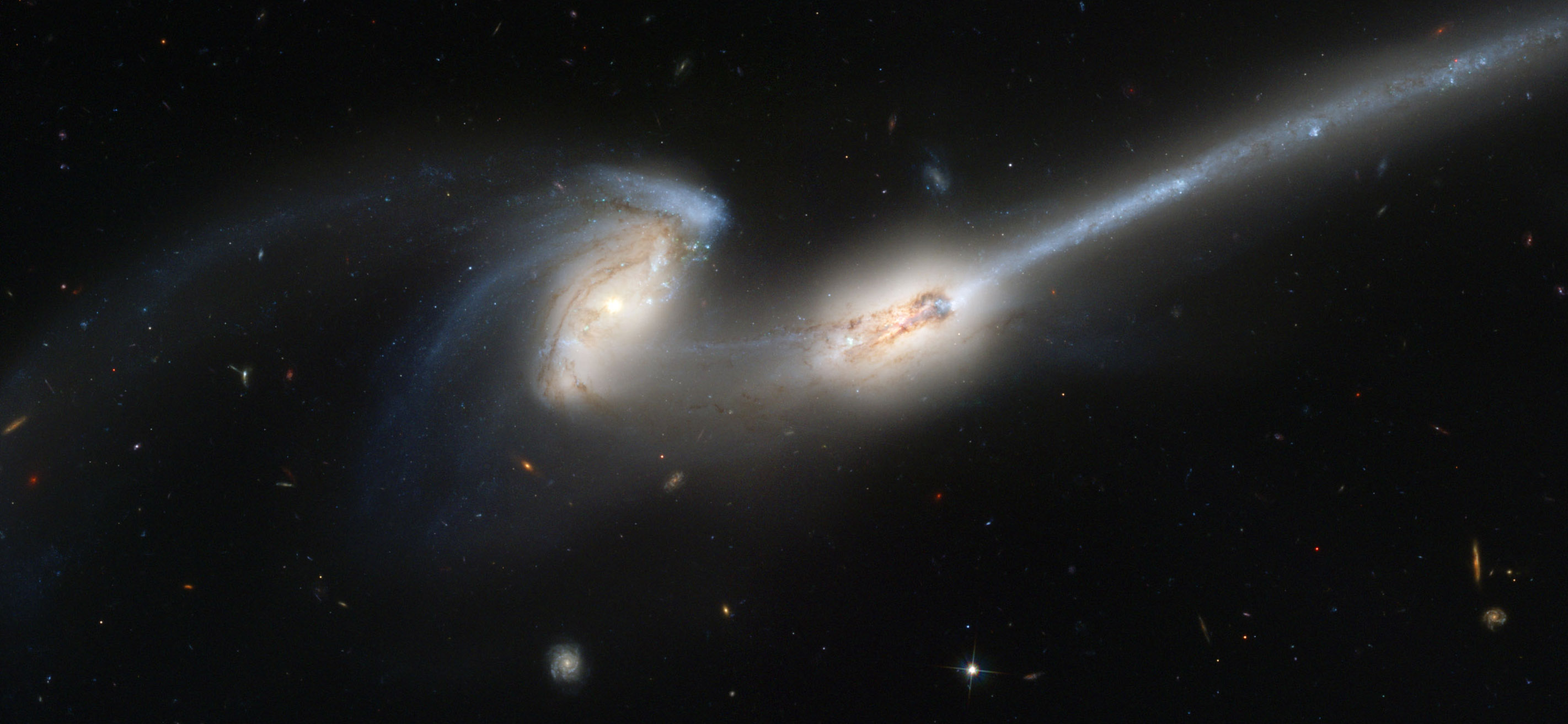
Zderzenie galaktyk jest powszechnie uważane za źródło gwiazd międzygalaktycznych

Gwiazda międzygalaktyczna – gwiazda, która nie jest związana grawitacyjnie z żadną galaktyką.
Przyjmuje się, że gwiazdy tego typu powstają w galaktykach, ale są z nich wyrzucane, np. wyniku kolizji galaktyk. Możliwe jest także, że gwiazdy znajdujące się w układach wielokrotnych zostają wyrzucone z ich galaktyk po zbytnim zbliżeniu się do znajdujących się w centrum galaktyk supermasywnych czarnych dziur, tego typu obiekty znane są jako gwiazdy hiperprędkościowe.
Pierwsze gwiazdy międzygalaktyczne zostały odkryte w 1997 roku w Gromadzie w Pannie. Szacuje się, że populacja takich gwiazd w Gromadzie w Pannie ma masę 1 biliona gwiazd podobnych do Słońca. W 2012 roku w pobliżu Drogi Mlecznej zidentyfikowano około siedmiuset gwiazd międzygalaktycznych.